# Mučedníci z Ntaou Penteli
Mučedníci z Ntaou Penteli († 1681) bylo 179 řeckých mnichů zabitých piráty.

## Hagiografie
Jeden služebník z monastýru Ntaou Penteli nenáviděl mnichy, a proto se spojil s alžírskými piráty, které dovedl do monastýru. Stalo se tak na Velikonoce roku 1681.
Piráti našli mnichy v chrámu, právě když zpívali "Kristus vstal z mrtvých!", a začali je vraždit. Poté odnesli všechny poklady, zapálili monastýr a odešli do přístavu Rafina.
Z mnichů monastýru zůstal jen jeden kněz, který v té době sloužil v jiném chrámu. Když se vrátil, našel zde povražděné spolubratry a s úctou je pohřbil.
Hroby nebyly objeveny až do roku 1965.

## Kanonizace
Svatořečeni byli 14. srpna 1992 Konstantinopolským patriarchátem.
Jejich svátek se připomíná 7. května a 10. dubna.